# PDC ワールド・ダーツ・チャンピオンシップ
PDC ワールド・ダーツ・チャンピオンシップ (PDC World Darts Championship) は、プロフェッショナル・ダーツ・コーポレーション（PDC）が開催するダーツのトーナメントである。
ダーツにおける世界選手権の中でも、現在、最も大きなイベントとなっており、ダーツにおける最高峰の大会である。

## ダーツの世界選手権
プロフェッショナル・ダーツ・コーポレイション (PDC) の起源となるワールド・ダーツ・カウンスル (WDC) を設立した16人のトップ・プレイヤー達が、1993年にブリティッシュ・ダーツ・オーガナイゼイション (BDO) から完全に分離した。
そして、1994年から、エンバシー (後のレイクサイド、BDO ワールド・プロフェッショナル・ダーツ・チャンピオンシップスの当時の略称) とは別のワールド・チャンピオンシップであるWDC ワールド・ダーツ・チャンピオンシップ (現在のPDC ワールド・ダーツ・チャンピオンシップ) を毎年開催するようになる。
開始当初の賞金総額は、エンバシーの半分未満、参加するプレイヤーの出身国は、イギリスとアイルランド、そして米国のみという状況であった。
また、エリック・ブリストウなどの不調続きの熟練プレイヤーが増えたため、最高点はPDCのワールド・チャンピオンシップの方が高いが、全体的なレヴェルでは、エンバシー (現在のレイクサイド) の方が高いと言う状況になってしまい、BDOを運営する面々に、「統計が示している通り、最高のダーツは常にエンバシーにある」と、揶揄されていた。
しかし、PDCやこのトーナメントを放送するSky Sports、そしてPDCで活躍するプレイヤーの努力と工夫により、トップ・プレイヤーを中心にBDOのプレイヤーは、次々にPDCに移籍し、賞金はレイクサイドを超え、このトーナメントは、スヌーカーなどでは既にあったダーツで初めてにして現在でも唯一の£100万トーナメントとなった。
現在では日本も含んだ全大陸からプレイヤーが参加しており、参加人数もレイクサイドの倍以上である。
しかも、BDOのレベルを上げていたトップ・プレイヤーがPDCに移籍してきただけでなく、PDCで成長した新しいプレイヤーも加わり、ダーツのレヴェルに関し、年々レイクサイドを突き放している。
また、少し前までまことしやかに行われていたダーツのレヴェルは、PDCが上か、BDOが上か、という議論は、行いようが無くなった (ただし、ワールド・チャンピオンシップが複数ある事の是非に関する議論は、ある) 。
逆に、PDCのワールド・チャンピオンだけではなく、メジャー・タイトル獲得者やトップ・プレイヤーがBDOに移籍したことは、一度もない。
現在の日本において、ダーツのワールド・チャンピオンシップといえば、PDC ワールド・ダーツ・チャンピオンシップであり、BDOのものは、取り上げられることも少なく、PDCのものと比べて認知度も低い。

### ワールド・チャンピオンシップの複数参加
1997年、トムリン・オーダーより、プレイヤーは、開催団体に関わらず、自由にトーナメントに出場できることが確認されたが、ワールド・チャンピオンシップのみは例外で、レイクサイドで上位16位までに入賞したプレイヤーは、基本的に翌年のこのワールド・チャンピオンシップには、参加できなくなり、逆もまた然りとなったが、レイモンド・ファン・バルネフェルトのように、交渉により認められる場合もある。
なお、両方の本戦への参加はできないが、両方とも予選を通過できなかったプレイヤーは、来年も、どちらの予選にも参加できる。
また、PDC ウィメンズ・ワールド・チャンピオンシップや、PDC アンダー21・ワールド・チャンピオンシップは、この制限を受けない。

## PDC オーダー・オヴ・メリットと賞金
このトーナメントは、獲得した賞金額に基づくPDCのワールド・ランキング・システムであるPDC オーダー・オヴ・メリットに反映されるSky Sportsのプレミア・イヴェントである。
現在、賞金総額は、全てのダーツ・イヴェント中、最も高い。
また、Sky Sportsのプレミア・イヴェントには、全て個々にナイン・ダート・フィニッシュの賞金£5,000が設定されている。
達成したプレイヤーがいなければ、次に行われるSky Sportsのプレミア・イヴェントに加えられ、達成されるまで消失することなく積み立て続けられる。
このトーナメントの賞金は、以下の通りとなっている。
| 年   | 優勝     | 準優勝   | 準決勝   | 準決勝   | 準々決勝 | ラスト 16 | ラスト 32 (*24) | ラスト 40 | ラスト 64 (*48) | ラスト 72 (*70/**68) | ラスト 96 | ハイエスト・ チェクアウト | 9ダーター   | PDPA Qualifiers | 実総額     | 合計/ 公称 |
| 年   | 優勝     | 準優勝   | 3位      | 4位      | 準々決勝 | ラスト 16 | ラスト 32 (*24) | ラスト 40 | ラスト 64 (*48) | ラスト 72 (*70/**68) | ラスト 96 | ハイエスト・ チェクアウト | 9ダーター   | PDPA Qualifiers | 実総額     | 合計/ 公称 |
| ---- | -------- | -------- | -------- | -------- | -------- | --------- | --------------- | --------- | --------------- | -------------------- | --------- | ------------------------- | ----------- | --------------- | ---------- | ---------- |
| 1994 | £16,000  | £8,000   | £5,000   | £3,000   | £2,500   | £1,500    | *£1,250         | -         | -               | -                    | -         | 不明                      | -           | 不明            | £64,000    | -          |
| 1995 | £12,000  | £6,000   | £4,000   | £3,000   | £2,000   | £1,500    | *£1,250         | -         | -               | -                    | -         | 不明                      | -           | 不明            | £55,000    | -          |
| 1996 | £14,000  | £7,000   | £4,000   | £4,000   | £2,500   | £1,500    | *£1,250         | -         | -               | -                    | -         | £1,500                    | -           | 不明            | £62,500    | -          |
| 1997 | £45,000  | £10,000  | £5,000   | £4,000   | £3,000   | £1,500    | *£1,250         | -         | -               | -                    | -         | £1,500                    | -           | 不明            | £99,500    | -          |
| 1998 | £20,000  | £10,000  | £5,000   | £4,000   | £2,000   | *£1,500   | *£1,500         | -         | -               | -                    | -         | £1,500                    | -           | 不明            | £72,500    | -          |
| 1999 | £30,000  | £16,000  | £6,000   | £6,000   | £3,000   | £1,750    | £1,250          | -         | -               | -                    | -         | 不明                      | -           | 不明            | £104,000   | -          |
| 2000 | £31,000  | £16,400  | £6,400   | £6,400   | £3,400   | £1,825    | £1,350          | -         | -               | -                    | -         | £1,000                    | -           | 不明            | £111,000   | -          |
| 2001 | £33,000  | £18,000  | £8,500   | £8,500   | £4,000   | £2,000    | £1,500          | -         | -               | -                    | -         | £1,000                    | -           | 不明            | £125,000   | -          |
| 2002 | £50,000  | £25,000  | £12,500  | £12,500  | £7,000   | £4,000    | £2,500          | -         | -               | -                    | -         | £1,000                    | -           | 不明            | £201,000   | -          |
| 2003 | £50,000  | £25,000  | £12,500  | £12,500  | £7,000   | £4,000    | £2,500          | £0        | -               | -                    | -         | £1,000                    | -           | 不明            | £201,000   | -          |
| 2004 | £50,000  | £25,000  | £12,500  | £12,500  | £7,500   | £5,250    | £3,250          | £2,500    | *£1,500         | -                    | -         | £1,000                    | -           | 不明            | £257,000   | -          |
| 2005 | £60,000  | £30,000  | £15,000  | £15,000  | £9,000   | £6,500    | £3,500          | £2,750    | *£1,750         | -                    | -         | 不明                      | -           | 不明            | £300,000   | -          |
| 2006 | £100,000 | £50,000  | £20,000  | £20,000  | £12,500  | £8,500    | £5,000          | -         | £3,500          | -                    | -         | 不明                      | -           | £32,000         | £532,000   | £500,000   |
| 2007 | £100,000 | £50,000  | £20,000  | £20,000  | £12,500  | £8,500    | £5,000          | -         | £3,500          | -                    | -         | 不明                      | -           | £32,000         | £532,000   | £500,000   |
| 2008 | £100,000 | £50,000  | £22,500  | £22,500  | £15,000  | £10,500   | £7,000          | -         | £4,000          | **£2,500             | -         | 不明                      | -           | £16,000         | £605,000   | £605,000   |
| 2009 | £125,000 | £60,000  | £30,000  | £30,000  | £20,000  | £12,000   | £8,000          | -         | £5,000          | *£2,500              | -         | 不明                      | £20,000     | £16,000         | £776,000   | £740,000   |
| 2010 | £200,000 | £100,000 | £60,000  | £40,000  | £25,000  | £15,000   | £10,000         | -         | £6,000          | £3,500               | -         | 不明                      | £25,000     | -               | £1,025,000 | £1,000,000 |
| 2011 | £200,000 | £100,000 | £50,000  | £50,000  | £25,000  | £15,000   | £10,000         | -         | £6,000          | £3,500               | -         | 不明                      | £10,000     | £2,000          | £1,012,000 | £1,000,000 |
| 2012 | £200,000 | £100,000 | £50,000  | £50,000  | £25,000  | £15,000   | £10,000         | -         | £6,000          | £3,500               | -         | 不明                      | -           | £3,000          | £1,003,000 | £1,000,000 |
| 2013 | £200,000 | £100,000 | £50,000  | £50,000  | £25,000  | £15,000   | £10,000         | -         | £6,000          | £3,500               | -         | 不明                      | £15,000     | £3,000          | £1,018,000 | £1,000,000 |
| 2014 | £250,000 | £100,000 | £50,000  | £50,000  | £25,000  | £15,000   | £10,000         | -         | £6,000          | £3,500               | -         | 不明                      | £30,000     | 不明            | £1,080,000 | £1,050,000 |
| 2015 | £250,000 | £120,000 | £60,000  | £60,000  | £35,000  | £18,000   | £12,000         | -         | £8,000          | £3,500               | -         | 不明                      | £10,000     | £3,000          | £1,263,000 | £1,250,000 |
| 2016 | £300,000 | £150,000 | £70,000  | £70,000  | £35,000  | £22,000   | £15,000         | -         | £10,000         | £4,250               | -         | 不明                      | £15,000     | 不明            | £1,515,000 | £1,500,000 |
| 2017 | £350,000 | £160,000 | £80,000  | £80,000  | £38,000  | £25,000   | £17,000         | -         | £10,000         | £4,500               | -         | 不明                      | -           | 不明            | £1,650,000 | £1,650,000 |
| 2018 | £400,000 | £170,000 | £85,000  | £85,000  | £40,000  | £27,000   | £18,500         | -         | £11,000         | £4,500               | -         | 不明                      | -           | 不明            | £1,800,000 | £1,800,000 |
| 2019 | £500,000 | £200,000 | £100,000 | £100,000 | £50,000  | £35,000   | £25,000         | -         | £15,000         | -                    | £7,500    | 不明                      | -           | 不明            | £2,500,000 | £2,500,000 |
| 2020 | £500,000 | £200,000 | £100,000 | £100,000 | £50,000  | £35,000   | £25,000         | -         | £15,000         | -                    | £7,500    | 不明                      | -           | 不明            | £2,500,000 | £2,500,000 |
| 2021 | £500,000 | £200,000 | £100,000 | £100,000 | £50,000  | £35,000   | £25,000         | -         | £15,000         | -                    | £7,500    | 不明                      | 不明        | 不明            | £2,500,000 | £2,500,000 |
| 2022 | £500,000 | £200,000 | £100,000 | £100,000 | £50,000  | £35,000   | £25,000         | -         | £15,000         | -                    | £7,500    | 不明                      | 不明        | 不明            | £2,500,000 | £2,500,000 |
| 2023 | £500,000 | £200,000 | £100,000 | £100,000 | £50,000  | £35,000   | £25,000         | -         | £15,000         | -                    | £7,500    | 不明                      | 不明        | 不明            | £2,500,000 | £2,500,000 |
| 2024 | £500,000 | £200,000 | £100,000 | £100,000 | £50,000  | £35,000   | £25,000         | -         | £15,000         | -                    | £7,500    | 不明                      | 不明        | 不明            | £2,500,000 | £2,500,000 |
| 2025 | £500,000 | £200,000 | £100,000 | £100,000 | £50,000  | £35,000   | £25,000         | -         | £15,000         | -                    | £7,500    | 不明                      | £60,000 x 2 | 不明            | £2,620,000 | £2,500,000 |

PDC ワールド・ダーツ・チャンピオンシップは、ダーツで優勝賞金が初めて£100,000 (2006) に達し、賞金総額が初めて1,000,000 (2010) に達したイヴェントである。
なお、現在、賞金総額は、WDF/BDOの賞金額が最も多いイヴェントであるBDO ワールド・プロフェッショナル・ダーツ・チャンピオンシップス (レイクサイド) のBDOによる公称総額の15倍以上である。
2020年における他のトーナメントとの賞金額の比較は、次の通りである。
| 年   | 団体      | 大会                             | 公称総額   | 実総額     | 優勝     | 準優勝   | 準決勝   | 準決勝   | 準々決勝 | 準々決勝 | 準々決勝 | 準々決勝 | ラスト 16 | ラスト 32 | ラスト 64 | ラスト 96 | 9ダーター | ハイエスト・ チェクアウト | 会員予選 |
| 年   | 団体      | 大会                             | 公称総額   | 実総額     | 優勝     | 準優勝   | 3位      | 4位      | 5位      | 6位      | 7位      | 8位      | ラスト 16 | ラスト 32 | ラスト 64 | ラスト 96 | 9ダーター | ハイエスト・ チェクアウト | 会員予選 |
| ---- | --------- | -------------------------------- | ---------- | ---------- | -------- | -------- | -------- | -------- | -------- | -------- | -------- | -------- | --------- | --------- | --------- | --------- | --------- | ------------------------- | -------- |
| 2020 | PDC       | PDC ワールド・チャンピオンシップ | £2,500,000 | £2,500,000 | £500,000 | £200,000 | £100,000 | £100,000 | £50,000  | £50,000  | £50,000  | £50,000  | £35,000   | £25,000   | £15,000   | £7,500    | -         | 不明                      | £2,000   |
| 2020 | WDF (BDO) | レイクサイド (メンズ)            | £153,500   | £127,000   | £100,000 | £30,000  | £11,000  | £11,000  | £6,000   | £6,000   | £6,000   | £6,000   | £4,250    | £3,000    | -         | -         | -         | 不明                      | £0       |
| 2020 | WDF (BDO) | レイクサイド (ウィメンズ)        | £153,500   | £26,500    | £10,000  | £2,000   | £1,000   | £1,000   | £500     | £500     | £500     | £500     | -         | -         | -         | -         | -         | 不明                      | 0        |
| 2020 | PDC       | ワールド・マッチプレイ           | £700,000   | 不確定     | £150,000 | £50,000  | £25,000  | £25,000  | £15,000  | £15,000  | £15,000  | £15,000  | £7,500    | £5,000    | -         | -         | 不確定    | 不明                      | -        |
| 2020 | PDC       | プレミア・リーグ・ダーツ         | £400,000   | £410,000   | £125,000 | £65,000  | £50,000  | £40,000  | £32,500  | £30,000  | £27,500  | £25,000  | -         | -         | -         | -         | 不明      | £1,000 x 15               | -        |

スヌーカーの最高峰、ワールド・スヌーカー・チャンピオンシップとの賞金額との比較は、以下の通りである。
ワールド・スヌーカー・チャンピオンシップでは、1989年に優勝賞金が初めて£100,000に到達し、賞金総額が初めて1,000,000に達したイヴェントである。
| 年   | 団体  | 大会                                     | 賞金総額   | 優勝     | 準優勝   | 準決勝   | 準々決勝 | ラスト 16 | ラスト 32 | ラスト 48 | ラスト 64 | ラスト 96 | パーフェクト | ハイエスト |
| ---- | ----- | ---------------------------------------- | ---------- | -------- | -------- | -------- | -------- | --------- | --------- | --------- | --------- | --------- | ------------ | ---------- |
| 2020 | PDC   | ワールド・ダーツ・チャンピオンシップ     | £2,500,000 | £500,000 | £200,000 | £100,000 | £50,000  | £35,000   | £25,000   | -         | £15,000   | £7,500    | -            | 不明       |
| 2010 | WPBSA | ワールド・スヌーカー・チャンピオンシップ | £1,111,000 | £250,000 | £125,000 | £52,000  | £24,050  | £16,000   | £12,000   | £8,200    | £4,600    | -         | £147,000     | £10,000    |

## 日程・会場・放送など
日程、会場、タイトル・スポンサー、テレビ放送などの情報は、以下の通りである。
また、テレビでは、全課程が生放送されている。
2011年の準決勝と決勝では、ワールド・マッチプレイに続き、3D放送が行われた。
| 年   | 開始日              | 終了日            | 開催日数 | 会場                              | スポンサー  | 使用ボード           | テレビ放送        |
| ---- | ------------------- | ----------------- | -------- | --------------------------------- | ----------- | -------------------- | ----------------- |
| 1994 | 1993年12月28日 (火) | 1994年1月2日 (日) | 6        | サーカス・タバーン (パーフリート) | Skol        | Harrows              | Sky Sports        |
| 1995 | 1994年12月27日 (火) | 1995年1月2日 (月) | 7        | サーカス・タバーン (パーフリート) | Proton Cars | NODOR NODOR SUPABULL | Sky Sports        |
| 1996 | 1995年12月27日 (水) | 1996年1月1日 (月) | 6        | サーカス・タバーン (パーフリート) | Vernons     | 不明                 | Sky Sports        |
| 1997 | 1996年12月29日 (日) | 1997年1月5日 (日) | 8        | サーカス・タバーン (パーフリート) | Red Band    | 不明                 | Sky Sports        |
| 1998 | 1997年12月29日 (月) | 1998年1月4日 (日) | 7        | サーカス・タバーン (パーフリート) | Skol        | unicorn BLADE        | Sky Sports        |
| 1999 | 1998年12月28日 (月) | 1999年1月3日 (日) | 7        | サーカス・タバーン (パーフリート) | Skol        | unicorn BLADE        | Sky Sports        |
| 2000 | 1999年12月28日 (火) | 2000年1月4日 (火) | 8        | サーカス・タバーン (パーフリート) | Skol        | unicorn BLADE        | Sky Sports        |
| 2001 | 2000年12月28日 (木) | 2001年1月3日 (水) | 7        | サーカス・タバーン (パーフリート) | Skol        | 不明                 | Sky Sports        |
| 2002 | 2001年12月28日 (金) | 2002年1月5日 (土) | 9        | サーカス・タバーン (パーフリート) | Skol        | unicorn ECLIPSE      | Sky Sports        |
| 2003 | 2002年12月27日 (金) | 2003年1月5日 (日) | 10       | サーカス・タバーン (パーフリート) | Ladbrokes   | unicorn ECLIPSE      | Sky Sports        |
| 2004 | 2003年12月27日 (土) | 2004年1月4日 (日) | 9        | サーカス・タバーン (パーフリート) | Ladbrokes   | unicorn ECLIPSE      | Sky Sports        |
| 2005 | 2004年12月27日 (月) | 2005年1月3日 (月) | 8        | サーカス・タバーン (パーフリート) | Ladbrokes   | unicorn ECLIPSE PRO  | Sky Sports        |
| 2006 | 2005年12月19日 (月) | 2006年1月2日 (月) | 15       | サーカス・タバーン (パーフリート) | Ladbrokes   | unicorn ECLIPSE PRO  | Sky Sports        |
| 2007 | 2006年12月18日 (月) | 2007年1月1日 (月) | 15       | サーカス・タバーン (パーフリート) | Ladbrokes   | unicorn ECLIPSE PRO  | Sky Sports        |
| 2008 | 2007年12月18日 (月) | 2008年1月1日 (火) | 16       | アレクサンドラ・パレス (ロンドン) | Ladbrokes   | unicorn ECLIPSE PRO  | Sky Sports        |
| 2009 | 2008年12月19日 (金) | 2009年1月4日 (日) | 17       | アレクサンドラ・パレス (ロンドン) | Ladbrokes   | unicorn ECLIPSE PRO  | Sky Sports HD     |
| 2010 | 2009年12月18日 (金) | 2010年1月3日 (日) | 17       | アレクサンドラ・パレス (ロンドン) | Ladbrokes   | unicorn ECLIPSE PRO  | Sky Sports HD     |
| 2011 | 2010年12月16日 (土) | 2011年1月3日 (月) | 19       | アレクサンドラ・パレス (ロンドン) | Ladbrokes   | unicorn ECLIPSE PRO  | Sky Sports HD, 3D |

### テレビ放送

#### イギリスでの放送
イギリスにおけるSky Sportsで放送された決勝戦の視聴数は、以下の通り。
| 開催 | 視聴数    | 日時            | チャネル     | 週間順位 |
| ---- | --------- | --------------- | ------------ | -------- |
| 1999 | 200,000   | 1/3 (日) 19:00- | Sky Sports 2 | 8        |
| 2000 | 380,000   | 1/4 (火) 20:00- | Sky Sports 2 | 3        |
| 2001 | 420,000   | 1/3 (水) 20:00- | Sky Sports 2 | 4        |
| 2002 | 不明      | -               | Sky Sports   | -        |
| 2003 | 610,000   | 1/5 (日) 19:00- | Sky Sports 2 | 5        |
| 2004 | 820,000   | 1/4 (日) 19:00- | Sky Sports 1 | 3        |
| 2005 | 530,000   | 1/3 (月) 19:00- | Sky Sports 1 | 1        |
| 2006 | 761,000   | 1/8 (日) 19:30- | Sky Sports 2 | 1        |
| 2007 | 1,028,000 | 1/8 (日) 19:30- | Sky Sports 2 | 1        |
| 2008 | 731,000   | 1/2 (木) 19:29- | Sky Sports 1 | 5        |
| 2009 | 827,000   | 1/4 (日) 19:00- | Sky Sports 1 | 1        |
| 2010 | 888,000   | 1/3 (日) 19:00- | Sky Sports 1 | 3        |
| 2011 | 920,000   | 1/3 (月) 19:06- | Sky Sports 1 | 1        |

#### 世界各地でのテレビ放送
- SBS 6 (オランダ)
- DSF (ドイツ)
- Fox Sports (米国)
- The Sports Network (カナダ)
- Fox Sports (オーストラリア)
- SuperSport (南アフリカ)
- Ten Sports (インド)
- 中国中央電視台 (中国)
- Showtime (中東)
- Ukraine TV (ウクライナ)
- Sky (ニュージーランド)
- IKO (ポーランド)
- Starhub (シンガポール)
- Sport1 (ハンガリー)
- Mearsat (マレーシア)
- 7TV (ロシア)
- Measat (インドネシア)
- J SPORTS (日本)

## 形式
PDC ワールド・ダーツ・チャンピオンシップを特徴付ける形式は、次の2つである。
- セット形式
- 全大陸から集まる多様な出場者

### 出場者の決定
- PDC オーダー・オヴ・メリット
- PDC プロツアー・オーダー・オヴ・メリット
- PDC チャレンジ・ツアー
- PDC 開発ツアー
- PDCツアーカード・ホルダー予選
- PDC ウィメンズ・シリーズ
- インターナショナル・クワリファイアーズ (世界各地で行われる予選)

#### 各種オーダー・オヴ・メリット
1. 11月末から12月初めのPDC オーダー・オヴ・メリットより、上位32名が出場
2. 上の32名を除いたPDCプロツアー・オーダー・オヴ・メリットより、上位32名が出場
3. 上の64名を除いたPDC チャレンジ・ツアー, PDC 開発ツアー及びPDC ウィメンズ・シリーズより、それぞれ上位2名ずつが出場

#### 世界各地の予選
このワールド・チャンピオンシップ専用の予選イヴェントが開催する場合、その地区で行われる大きなトーナメントの優勝者に出場権を付与する場合、普段の成績から出場者を決める場合がある。

#### PDPAクワリファイアー
各種オーダー・オヴ・メリットより選抜された64名を除くプロフェッショナル・ダーツ・プレイヤーズ・アソシエイション (PDPA) のメンバーが参加できる。
2011年から2016年の予選では、決勝進出者がワールド・チャンピオンシップ本戦に出場でき、1位が第1ラウンドから、2位が第0ラウンド (Preliminary Round) からの出場であった。その後、様々に形式の変更があり、2019年からは出場者を3つのグループに分け、各グループの優勝者が第1ラウンドのスポットを得ることとなった。ただ2021年のみに関しては、新型コロナウィルスの影響で世界各地の予選が一部地域で開催されずに出場枠が余ったため、国際予選 (イギリス国籍の選手以外) と英国予選に分けての開催となった。
このトーナメントの形式は、2006年以降、全てベスト・オヴ・9・レッグズ (タイブレイク無し) であり、レイクサイドの予選と異なり、本戦進出プレイヤー以外の上位入賞者には賞金が支払われる。
本戦への出場条件や賞金は、以下の通りである。(2019年以降は、国際予選と英国予選に分けて開催された2021年を除き、3つのグループに分かれてのトーナメント)
| 年        | 開催       | 優勝        | 準優勝      | 3位         | 準決勝      | 準々決勝    | ラスト 16   | ラスト 32 | ラスト 64 | 総額    |
| --------- | ---------- | ----------- | ----------- | ----------- | ----------- | ----------- | ----------- | --------- | --------- | ------- |
| 2005      | 2004/12/04 | 第1ラウンド | 第1ラウンド | -           | 第1ラウンド | 第1ラウンド | 不明        | 不明      | 不明      | 不明    |
| 2006      | 2005/12/01 | 第1ラウンド | 第1ラウンド | -           | 第1ラウンド | 第1ラウンド | 第1ラウンド | £1,000    | £500      | £32,000 |
| 2007      | 2006/12/02 | 第1ラウンド | 第1ラウンド | -           | 第1ラウンド | 第1ラウンド | 第1ラウンド | £1,000    | £500      | £32,000 |
| 2008      | 2007/11/16 | 第1ラウンド | 第1ラウンド | -           | 第1ラウンド | 第1ラウンド | £1,000      | £500      | £0        | £16,000 |
| 2009      | 2008/12/06 | 第1ラウンド | 第1ラウンド | -           | 第1ラウンド | 第1ラウンド | £1,000      | £500      | £0        | £16,000 |
| 2010      | 不開催     | 不開催      | 不開催      | 不開催      | 不開催      | 不開催      | 不開催      | 不開催    | 不開催    | 不開催  |
| 2011      | 2010/11/29 | 第1ラウンド | 第0ラウンド | -           | £500        | £250        | £0          | £0        | £0        | £2,000  |
| 2012      | 2011/11/28 | 第1ラウンド | 第0ラウンド | -           | £1,000      | £250        | £0          | £0        | £0        | £3,000  |
| 2013      | 2012/11/26 | 第1ラウンド | 第0ラウンド | -           | £1,000      | £250        | £0          | £0        | £0        | £3,000  |
| 2014      | 2013/11/25 | 第1ラウンド | 第0ラウンド | -           | 不明        | 不明        | 不明        | 不明      | 不明      | 不明    |
| 2015      | 2014/12/01 | 第1ラウンド | 第0ラウンド | -           | £1,000      | £250        | £0          | £0        | £0        | £3,000  |
| 2016      | 2015/11/30 | 第1ラウンド | 第0ラウンド | -           | 不明        | 不明        | 不明        | 不明      | 不明      | 不明    |
| 2017      | 2016/11/28 | 第1ラウンド | 第0ラウンド | -           | 第0ラウンド | 不明        | 不明        | 不明      | 不明      | 不明    |
| 2018      | 2017/11/27 | 第1ラウンド | 第0ラウンド | 第0ラウンド | 不明        | 不明        | 不明        | 不明      | 不明      | 不明    |
| 2019      | 2018/11/26 | 第1ラウンド | 不明        | -           | 不明        | 不明        | 不明        | 不明      | 不明      | 不明    |
| 2020      | 2019/11/25 | 第1ラウンド | 不明        | -           | 不明        | 不明        | 不明        | 不明      | 不明      | 不明    |
| 2021 国際 | 2020/11/30 | 第1ラウンド | 第1ラウンド | -           | 不明        | 不明        | 不明        | -         | -         | 不明    |
| 2021 英国 | 2020/11/30 | 第1ラウンド | 第1ラウンド | -           | 第1ラウンド | 不明        | 不明        | 不明      | 不明      | 不明    |
| 2022      | 2021/11/29 | 第1ラウンド | 不明        | -           | 不明        | 不明        | 不明        | 不明      | 不明      | 不明    |
| 2023      | 2022/11/28 | 第1ラウンド | 不明        | -           | 不明        | 不明        | 不明        | 不明      | 不明      | 不明    |
| 2024      | 2023/11/27 | 第1ラウンド | 第1ラウンド | 第1ラウンド | 第1ラウンド | 不明        | 不明        | 不明      | 不明      | 不明    |

### 本戦のプレイヤー数と出身国数
以下は、本戦に参加するプレイヤー数と、プレイヤーの出身国数である。
参加人数の左が、イングランド、ウェールズ、スコットランド、北アイルランドを別としてみた数、右が、イギリスを1つとしてみた数である。
| 年   | 参加人数 | 出身国数 | イギリス     | ヨーロッパ           | オセアニア | 北アメリカ | 南アメリカ | アフリカ | アジア  |
| ---- | -------- | -------- | ------------ | -------------------- | ---------- | ---------- | ---------- | -------- | ------- |
| 1994 | 24       | 4/3      | 16: 14, 2    | 1: 1                 |            | 7: 7       |            |          |         |
| 1995 | 24       | 4/3      | 17: 15, 2    | 1: 1                 |            | 6: 6       |            |          |         |
| 1996 | 24       | 4/3      | 18: 17, 1    | 1: 1                 |            | 5: 5       |            |          |         |
| 1997 | 24       | 3/2      | 18: 17, 1    |                      |            | 6: 6       |            |          |         |
| 1998 | 24       | 4/3      | 19: 18, 1    |                      |            | 5: 4, 1    |            |          |         |
| 1999 | 32       | 4/3      | 24: 23, 1    |                      |            | 8: 6, 2    |            |          |         |
| 2000 | 32       | 5/4      | 24: 23, 1    | 1: 1                 |            | 7: 5, 2    |            |          |         |
| 2001 | 32       | 6/4      | 25: 23, 1, 1 | 1: 1                 |            | 6: 3, 3    |            |          |         |
| 2002 | 32       | 6/4      | 28: 26, 1, 1 | 1: 1                 |            | 3: 2, 1    |            |          |         |
| 2003 | 40       | 7/5      | 34: 32, 1, 1 | 2: 2                 | 1: 1       | 3: 2, 1    |            |          |         |
| 2004 | 48       | 11/7     | 37: 32, 2, 1 | 3: 1, 2              | 1: 1       | 5: 3, 2    | 1: 1       |          | 1: 1    |
| 2005 | 48       | 10/8     | 38: 34, 2, 2 | 2: 2                 | 1: 1       | 5: 1, 3, 1 |            |          | 2: 1, 1 |
| 2006 | 64       | 13/10    | 47: 41, 2, 2 | 7: 2, 3, 2           | 1: 1       | 7: 3, 1    |            |          | 2: 1, 1 |
| 2007 | 64       | 15/13    | 44: 40, 3, 1 | 8: 1, 4, 1, 1        | 3: 2, 1    | 6: 2, 4    |            | 1: 1     | 2: 1, 1 |
| 2008 | 68       | 18/16    | 40: 37, 2, 1 | 14: 2, 9, 1, 1, 1    | 3: 1, 2    | 6: 2, 3, 1 |            | 1: 1     | 4: 1, 1 |
| 2009 | 70       | 21/18    | 42: 37, 1, 3 | 16: 1, 8, 1, 2, 1, 1 | 3: 2, 1    | 4: 2, 2    | 1: 1       | 1: 1     | 3: 1, 1 |
| 2010 | 72       | 24/21    | 38: 33, 2, 1 | 22: 1, 8, 3, 2, 1, 1 | 4: 2, 2    | 4: 2, 2    | 1: 1       | 1: 1     | 2: 1, 1 |
| 2011 | 72       | 21/18    | 44: 36, 3, 2 | 16: 1, 6, 3, 1, 2, 1 | 4: 3, 1    | 3: 2, 1    | 1: 1       | 1: 1     | 3: 1, 1 |

### 本戦
本戦の形式は、以下の通りである。
数字の若いラウンドから、そのラウンドが終わるまで、1つずつ試合が開催されていくが、第0ラウンドのみ、勝者が勝ち上がる第1ラウンドと同じ日に行われる。
3位決定戦は、ある年とない年があり、2011年は行われなかった。
全ての試合にはタイブレイクがあり、最後のセットのみ2レッグズ差がつくまで勝ちとならないが、5-5となった場合、スロウ・フォー・ブルを行って先攻を決め、そのレッグを取ったプレイヤーを勝ちとする。
これは、レッグ形式のラウンドにも当てはまるが、数字の前に!の付いたものは、タイブレイクは、ない。
| ラウンド | プレイヤー | セッツ (ベスト・オヴ) | レッグズ / セット (ベスト・オヴ) |
| -------- | ---------- | --------------------- | -------------------------------- |
| 1        | ラスト96   | 5                     | 5                                |
| 2        | ラスト64   | 5                     | 5                                |
| 3        | ラスト32   | 7                     | 5                                |
| 4        | ラスト16   | 7                     | 5                                |
| 準々決勝 | ラスト8    | 9                     | 5                                |
| 準決勝   | ラスト4    | 11                    | 5                                |
| 決勝     | ラスト2    | 13                    | 5                                |

#### セット数
各年の各ラウンドにおけるセット数は、以下の通りである。
全ての試合にはタイブレイクがあり、最後のセットのみ2レッグズ差がつくまで勝ちとならないが、5-5となった場合、スロウ・フォー・ブルを行って先攻を決め、そのレッグを取ったプレイヤーを勝ちとする。
これは、レッグ形式のラウンドにも当てはまるが、数字の前に!の付いたものは、タイブレイクは、ない。
| 年   | グループ戦 | Prelim R. | 3位決定戦 | ラスト 96 | ラスト 64 (*48) | ラスト 40 | ラスト 32 | ラスト 16 | 準々決勝 | 準決勝 | 決勝 |
| ---- | ---------- | --------- | --------- | --------- | --------------- | --------- | --------- | --------- | -------- | ------ | ---- |
| 1994 | 5          | -         | 9         | -         | -               | -         | -         | -         | 7        | 9      | 11   |
| 1995 | 5          | -         | 7         | -         | -               | -         | -         | -         | 7        | 9      | 11   |
| 1996 | 5          | -         | -         | -         | -               | -         | -         | -         | 7        | 9      | 11   |
| 1997 | 5          | -         | 7         | -         | -               | -         | -         | -         | 9        | 9      | 11   |
| 1998 | 5          | -         | 7         | -         | -               | -         | -         | -         | 7        | 9      | 11   |
| 1999 | -          | -         | -         | -         | -               | -         | 5         | 5         | 7        | 9      | 11   |
| 2000 | -          | -         | -         | -         | -               | -         | 5         | 5         | 9        | 9      | 13   |
| 2001 | -          | -         | -         | -         | -               | -         | 5         | 5         | 7        | 11     | 13   |
| 2002 | -          | -         | -         | -         | -               | -         | 7         | 11        | 11       | 11     | 13   |
| 2003 | -          | -         | -         | -         | -               | 7         | 7         | 9         | 9        | 11     | 13   |
| 2004 | -          | -         | -         | -         | *5              | 5         | 7         | 7         | 9        | 11     | 13   |
| 2005 | -          | -         | -         | -         | *5              | 5         | 7         | 7         | 9        | 11     | 13   |
| 2006 | -          | -         | -         | -         | 5               | -         | 7         | 7         | 9        | 11     | 13   |
| 2007 | -          | -         | -         | -         | 5               | -         | 7         | 7         | 9        | 11     | 13   |
| 2008 | -          | 9 legs    | -         | -         | 5               | -         | 7         | 7         | 9        | 11     | 13   |
| 2009 | -          | 9 legs    | -         | -         | 5               | -         | 7         | 7         | 9        | 11     | 13   |
| 2010 | -          | 7 legs    | !19 legs  | -         | 5               | -         | 7         | 7         | 9        | 11     | 13   |
| 2011 | -          | !7 legs   | -         | -         | 5               | -         | 7         | 7         | 9        | 11     | 13   |
| 2012 | -          | 7 legs    | -         | -         | 5               | -         | 7         | 7         | 9        | 11     | 13   |
| 2013 | -          | 7 legs    | -         | -         | 5               | -         | 7         | 7         | 9        | 11     | 13   |
| 2014 | -          | 7 legs    | -         | -         | 5               | -         | 7         | 7         | 9        | 11     | 13   |
| 2015 | -          | 7 legs    | -         | -         | 5               | -         | 7         | 7         | 9        | 11     | 13   |
| 2016 | -          | 3         | -         | -         | 5               | -         | 7         | 7         | 9        | 11     | 13   |
| 2017 | -          | 3         | -         | -         | 5               | -         | 7         | 7         | 9        | 11     | 13   |
| 2018 | -          | 3         | -         | -         | 5               | -         | 7         | 7         | 9        | 11     | 13   |
| 2019 | -          | -         | -         | 5         | 5               | -         | 7         | 7         | 9        | 11     | 13   |
| 2020 | -          | -         | -         | 5         | 5               | -         | 7         | 7         | 9        | 11     | 13   |
| 2021 | -          | -         | -         | 5         | 5               | -         | 7         | 7         | 9        | 11     | 13   |
| 2022 | -          | -         | -         | 5         | 5               | -         | 7         | 7         | 9        | 11     | 13   |
| 2023 | -          | -         | -         | 5         | 5               | -         | 7         | 7         | 9        | 11     | 13   |
| 2024 | -          | -         | -         | 5         | 5               | -         | 7         | 7         | 9        | 11     | 13   |
| 2025 | -          | -         | -         | 5         | 5               | -         | 7         | 7         | 9        | 11     | 13   |

## 結果
このトーナメントの結果は、以下の通りである。

### 決勝戦
| 年   | 優勝 (決勝平均)                             | Score | 準優勝 (決勝平均)                           | 賞金       | 賞金     | 賞金     | スポンサー     | Venue                            |
| 年   | 優勝 (決勝平均)                             | Score | 準優勝 (決勝平均)                           | 総額       | 優勝     | 準優勝   | スポンサー     | Venue                            |
| ---- | ------------------------------------------- | ----- | ------------------------------------------- | ---------- | -------- | -------- | -------------- | -------------------------------- |
| 1994 | デニス・プリーストリー (94.38)              | 6–1   | フィル・テイラー (85.62)                    | £64,000    | £16,000  | £8,000   | Skol           | サーカス・タバーン, パーフリート |
| 1995 | フィル・テイラー (94.11)                    | 6–2   | ロッド・ハリントン (87.15)                  | £55,000    | £12,000  | £6,000   | Proton Cars    | サーカス・タバーン, パーフリート |
| 1996 | フィル・テイラー (98.52)                    | 6–4   | デニス・プリーストリー (101.48)             | £62,500    | £14,000  | £7,000   | Vernon's Pools | サーカス・タバーン, パーフリート |
| 1997 | フィル・テイラー (100.92)                   | 6–3   | デニス・プリーストリー (96.78)              | £99,500    | £45,000  | £10,000  | Red Band       | サーカス・タバーン, パーフリート |
| 1998 | フィル・テイラー (103.98)                   | 6–0   | デニス・プリーストリー (90.75)              | £72,500    | £20,000  | £10,000  | Skol           | サーカス・タバーン, パーフリート |
| 1999 | フィル・テイラー (97.11)                    | 6–2   | ピーター・マンリー (93.63)                  | £104,000   | £30,000  | £16,000  | Skol           | サーカス・タバーン, パーフリート |
| 2000 | フィル・テイラー (94.42)                    | 7–3   | デニス・プリーストリー (91.80)              | £111,000   | £31,000  | £16,400  | Skol           | サーカス・タバーン, パーフリート |
| 2001 | フィル・テイラー (107.46)                   | 7–0   | ジョン・パート (92.58)                      | £125,000   | £33,000  | £18,000  | Skol           | サーカス・タバーン, パーフリート |
| 2002 | フィル・テイラー (98.47)                    | 7–0   | ピーター・マンリー (91.35)                  | £205,000   | £50,000  | £25,000  | Skol           | サーカス・タバーン, パーフリート |
| 2003 | ジョン・パート (96.87)                      | 7–6   | フィル・テイラー (99.98)                    | £237,000   | £50,000  | £25,000  | ラドブロークス | サーカス・タバーン, パーフリート |
| 2004 | フィル・テイラー (96.03)                    | 7–6   | ケビン・ペインター (90.48)                  | £257,000   | £50,000  | £25,000  | ラドブロークス | サーカス・タバーン, パーフリート |
| 2005 | フィル・テイラー (96.14)                    | 7–4   | マーク・ダッドブリッジ (90.66)              | £300,000   | £60,000  | £30,000  | ラドブロークス | サーカス・タバーン, パーフリート |
| 2006 | フィル・テイラー (106.74)                   | 7–0   | ピーター・マンリー (91.72)                  | £500,000   | £100,000 | £50,000  | ラドブロークス | サーカス・タバーン, パーフリート |
| 2007 | レイモンド・ファン・バルネフェルト (100.93) | 7–6   | フィル・テイラー (100.86)                   | £500,000   | £100,000 | £50,000  | ラドブロークス | サーカス・タバーン, パーフリート |
| 2008 | ジョン・パート (92.86)                      | 7–2   | カーク・シェパード (85.10)                  | £589,000   | £100,000 | £50,000  | ラドブロークス | アレクサンドラ・パレス, ロンドン |
| 2009 | フィル・テイラー (110.94)                   | 7–1   | レイモンド・ファン・バルネフェルト (101.18) | £724,000   | £125,000 | £60,000  | ラドブロークス | アレクサンドラ・パレス, ロンドン |
| 2010 | フィル・テイラー (104.38)                   | 7–3   | サイモン・ウィットロック (100.51)           | £1,000,000 | £200,000 | £100,000 | ラドブロークス | アレクサンドラ・パレス, ロンドン |
| 2011 | エイドリアン・ルイス (99.40)                | 7–5   | ゲイリー・アンダーソン (99.41)              | £1,000,000 | £200,000 | £100,000 | ラドブロークス | アレクサンドラ・パレス, ロンドン |
| 2012 | エイドリアン・ルイス (93.06)                | 7–3   | アンディ・ハミルトン (90.83)                | £1,000,000 | £200,000 | £100,000 | ラドブロークス | アレクサンドラ・パレス, ロンドン |
| 2013 | フィル・テイラー (103.04)                   | 7–4   | マイケル・ヴァン・ガーウェン (100.66)       | £1,000,000 | £200,000 | £100,000 | ラドブロークス | アレクサンドラ・パレス, ロンドン |
| 2014 | マイケル・ヴァン・ガーウェン (100.10)       | 7–4   | ピーター・ライト (95.71)                    | £1,050,000 | £250,000 | £100,000 | ラドブロークス | アレクサンドラ・パレス, ロンドン |
| 2015 | ゲイリー・アンダーソン (97.68)              | 7–6   | フィル・テイラー (100.69)                   | £1,250,000 | £250,000 | £120,000 | ウィリアムヒル | アレクサンドラ・パレス, ロンドン |
| 2016 | ゲイリー・アンダーソン (99.26)              | 7–5   | エイドリアン・ルイス (100.23)               | £1,500,000 | £300,000 | £150,000 | ウィリアムヒル | アレクサンドラ・パレス, ロンドン |
| 2017 | マイケル・ヴァン・ガーウェン (107.79)       | 7–3   | ゲイリー・アンダーソン (104.93)             | £1,650,000 | £350,000 | £160,000 | ウィリアムヒル | アレクサンドラ・パレス, ロンドン |
| 2018 | ロブ・クロス (107.67)                       | 7–2   | フィル・テイラー (102.26)                   | £1,800,000 | £400,000 | £170,000 | ウィリアムヒル | アレクサンドラ・パレス, ロンドン |
| 2019 | マイケル・ヴァン・ガーウェン (102.21)       | 7–3   | マイケル・スミス (95.29)                    | £2,500,000 | £500,000 | £200,000 | ウィリアムヒル | アレクサンドラ・パレス, ロンドン |
| 2020 | ピーター・ライト (102.79)                   | 7–3   | マイケル・ヴァン・ガーウェン (102.88)       | £2,500,000 | £500,000 | £200,000 | ウィリアムヒル | アレクサンドラ・パレス, ロンドン |
| 2021 | ガーウィン・プライス (100.08)               | 7–3   | ゲイリー・アンダーソン (94.25)              | £2,500,000 | £500,000 | £200,000 | ウィリアムヒル | アレクサンドラ・パレス, ロンドン |
| 2022 | ピーター・ライト (98.34)                    | 7–5   | マイケル・スミス (99.22)                    | £2,500,000 | £500,000 | £200,000 | ウィリアムヒル | アレクサンドラ・パレス, ロンドン |
| 2023 | マイケル・スミス (100.87)                   | 7–4   | マイケル・ヴァン・ガーウェン (99.58)        | £2,500,000 | £500,000 | £200,000 | Cazoo          | アレクサンドラ・パレス, ロンドン |
| 2024 | ルーク・ハンフリーズ (103.67)               | 7–4   | ルーク・リトラー (101.13)                   | £2,500,000 | £500,000 | £200,000 | Paddy Power    | アレクサンドラ・パレス, ロンドン |
| 2025 | ルーク・リトラー (102.73)                   | 7–3   | マイケル・ヴァン・ガーウェン (100.69)       | £2,500,000 | £500,000 | £200,000 | Paddy Power    | アレクサンドラ・パレス, ロンドン |

### ナイン・ダート・フィニッシュ
| 選手                               | 年 (+ ラウンド)  | 方法                                 | 相手                                   | 結果 |
| ---------------------------------- | ---------------- | ------------------------------------ | -------------------------------------- | ---- |
| レイモンド・ファン・バルネフェルト | 2009年度準々決勝 | 3 x T20; 3 x T20; T20, T19, D12      | イェレ・クラーセン                     | 勝利 |
| レイモンド・ファン・バルネフェルト | 2010年度2回戦    | 3 x T20; 3 x T20; T20, T19, D12      | ブレンダン・ドーラン                   | 勝利 |
| エイドリアン・ルイス               | 2011年度決勝     | 3 x T20; 3 x T20; T20, T19, D12      | ゲイリー・アンダーソン                 | 勝利 |
| ディーン・ウィンスタンリー         | 2013年度2回戦    | 3 x T20; 3 x T20; T20, T19, D12      | ヴィンセント・ファン・デル・フォールト | 敗戦 |
| マイケル・ヴァン・ガーウェン       | 2013年度準決勝   | 3 x T20; 2 x T20, T19; 2 x T20, D12  | ジェームズ・ウェイド                   | 勝利 |
| テリー・ジェンキンス               | 2014年度1回戦    | 3 x T20; 3 x T20; T20, T19, D12      | パー・ローセン                         | 敗戦 |
| カイル・アンダーソン               | 2014年度1回戦    | 3 x T20; 3 x T20; T20, T19, D12      | イアン・ホワイト                       | 敗戦 |
| エイドリアン・ルイス               | 2015年度3回戦    | 3 x T20; 3 x T20; T20, T19, D12      | レイモンド・ファン・バルネフェルト     | 敗戦 |
| ゲイリー・アンダーソン             | 2016年度準決勝   | 3 x T20; 3 x T20; T20, T19, D12      | イェレ・クラーセン                     | 勝利 |
| ジェームズ・ウェイド               | 2021年度3回戦    | 3 x T20; 3 x T20; T20, T19, D12      | スティーブン・バンティング             | 敗戦 |
| ダリウス・ラバナスカス             | 2022年度1回戦    | T20, 2 x T19; 3 x T20; T20, T17, D18 | マイク・デ・デッカー                   | 敗戦 |
| ガーウィン・プライス               | 2022年度準々決勝 | 3 x T20; 3 x T20; T19, T20, D12      | マイケル・スミス                       | 敗戦 |
| マイケル・スミス                   | 2023年度決勝     | 3 x T20; 3 x T20; T20, T19, D12      | マイケル・ヴァン・ガーウェン           | 優勝 |
| クリスチャン・キスト               | 2025年度1回戦    | 3 x T20; 3 x T20; T20, T19, D12      | マダーズ・ラズマ                       | 敗戦 |
| デーモン・ヘタ                     | 2025年度3回戦    | 3 x T20; 3 x T20; T20, T19, D12      | ルーク・ウッドハウス                   | 敗戦 |

### ハイエスト・チェクアウト
| 年   | プレイヤー | 数字 | 賞金   |
| ---- | --- | ---- | ------ |
| 1994 | 不明 | 不明 | 不明   |
| 1995 | 不明 | 不明 | 不明   |
| 1996 | フィル・テイラー ケビン・スピオレク | 170  | £1,500 |
| 1997 | デニス・プリーストリー x 2 スティーブ・ロー ピーター・エヴィソン                                                                                              | 170  | £1,500 |
| 1998 | ピーター・エヴィソン | 170  | £1,500 |
| 1999 | 不明 | 不明 | 不明   |
| 2000 | スティーブ・ロー | 170  | £1,000 |
| 2001 | フィル・テイラー | 167  | £1,000 |
| 2002 | フィル・テイラー | 167  | £1,000 |
| 2003 | ローランド・ショルテン レ・フィトン | 170  | £1,000 |
| 2004 | ピーター・マンリー ロニー・バクスター | 170  | £1,000 |
| 2005 | ケビン・ペインター | 170  | 不明   |
| 2006 | フィル・テイラー ジミー・マン | 170  | 不明   |
| 2007 | レイモンド・ファン・バルネフェルト | 170  | 不明   |
| 2008 | マーヴィン・キング ジェームズ・ウェイド ウェイン・マードル | 170  | 不明   |
| 2009 | アンディ・ハミルトン | 170  | 不明   |
| 2010 | フィル・テイラー サイモン・ウィットロック | 170  | 不明   |
| 2011 | トニー・エクレス テリー・ジェンキンス | 170  | 不明   |
| 2012 | エイドリアン・ルイス ウェズ・ニュートン ポール・ニコルソン サイモン・ウィットロック                                                                           | 170  | 不明   |
| 2013 | ポール・リム フィル・テイラー | 170  | 不明   |
| 2014 | テリー・ジェンキンス ウェズ・ニュートン | 170  | 不明   |
| 2015 | マイケル・ヴァン・ガーウェン マイケル・スミス レイモンド・ファン・バルネフェルト                                                                              | 170  | 不明   |
| 2016 | ゲイリー・アンダーソン x 2 マイケル・ヴァン・ガーウェン イェレ・クラーセン フィル・テイラー ロウビー＝ジョン・ロドリゲス                                      | 170  | 不明   |
| 2017 | サイモン・ウィットロック マイケル・ヴァン・ガーウェン | 170  | 不明   |
| 2018 | スティーブ・ウェスト ジェイミー・ルイス ジェフ・スミス ダリル・ガーニー スティーブン・バンティング マイケル・ヴァン・ガーウェン                               | 170  | 不明   |
| 2019 | マイケル・ヴァン・ガーウェン ルーク・ハンフリーズ ブレンダン・ドーラン                                                                                        | 170  | 不明   |
| 2020 | ピーター・ライト マイケル・ヴァン・ガーウェン ライアン・サール ベン・ロブ リッキー・エヴァンス グレン・デュラント スティーブ・ビートン ゲイリー・アンダーソン | 170  | 不明   |
| 2021 | ダーク・バン・デュイベンボーデ x 2 ガーウィン・プライス デイブ・チズナル スティーブン・バンティング ダニー・バギッシュ ゲイリー・アンダーソン                 | 170  | 不明   |
| 2022 | ロブ・クロス レイモンド・ファン・バルネフェルト ウィリアム・オコナー                                                                                          | 170  | 不明   |
| 2023 | マイケル・ヴァン・ガーウェン ディミトリ・バン・デン・バーグ ダーク・バン・デュイベンボーデ クリス・ドビー マイケル・スミス マーティン・シンドラー             | 170  | 不明   |
| 2024 | ルーク・ハンフリーズ x 2 リー・エヴァンス ロス・スミス ダニー・ノッパード ジャーメイン・ワッティメナ スコット・ウィリアムズ ルーク・リトラー                  | 170  | 不明   |
| 2025 | ニック・ケニー ジョー・カレン ケビン・ドーツ クリス・ドビー ルーク・リトラー                                                                                  | 170  | 不明   |
|      | |      |        |

#### トーナメント全体の平均値
以下は、各トーナメントで行われた全試合の平均値である。
基本的に母集団は、上記のプレイヤー数と同じであるが、1996年と1997年はゲイリー・モーソンとショーン・ダウンズを除いた22名、2003年、2004年、2006年はラスト32からとなっている。
| 開催 | 母集団 | 70+ | 75+ | 80+ | 85+ | 90+ | 95+ | 100+ |
| ---- | ------ | --- | --- | --- | --- | --- | --- | ---- |
| 1994 | 24     | 24  | 23  | 22  | 13  | 2   | 0   | 0    |
| 1995 | 24     | 24  | 24  | 20  | 11  | 3   | 0   | 0    |
| 1996 | 22     | 22  | 22  | 17  | 6   | 2   | 1   | 0    |
| 1997 | 22     | 22  | 21  | 19  | 8   | 2   | 0   | 0    |
| 1998 | 24     | 24  | 22  | 18  | 6   | 3   | 1   | 0    |
| 1999 | 32     | 29  | 29  | 23  | 15  | 6   | 1   | 0    |
| 2000 | 32     | 32  | 29  | 25  | 14  | 7   | 1   | 1    |
| 2001 | 32     | 31  | 31  | 29  | 22  | 10  | 2   | 1    |
| 2002 | 32     | 32  | 32  | 31  | 21  | 8   | 2   | 1    |
| 2003 | 32     | 32  | 31  | 30  | 22  | 8   | 2   | 0    |
| 2004 | 32     | 32  | 32  | 28  | 18  | 7   | 1   | 0    |
| 2005 | 48     | 47  | 44  | 40  | 25  | 9   | 1   | 0    |
| 2006 | 32     | 32  | 32  | 29  | 24  | 11  | 3   | 1    |
| 2007 | 64     | 62  | 57  | 50  | 33  | 12  | 3   | 1    |
| 2008 | 68     | 64  | 62  | 54  | 43  | 20  | 0   | 0    |
| 2009 | 70     | 69  | 68  | 62  | 46  | 27  | 4   | 2    |
| 2010 | 72     | 71  | 68  | 59  | 42  | 28  | 8   | 3    |
| 2011 | 72     | 72  | 72  | 68  | 49  | 28  | 6   | 1    |

### 日本人プレイヤーの戦績
| 年   | ラウンド | 日本人プレイヤー               | スコア    | 対戦プレイヤー                     |
| ---- | -------- | ------------------------------ | --------- | ---------------------------------- |
| 2004 | 1        | 佐野徹 (66.52)                 | 0 - 3 (s) | ウェイン・アトウッド (77.34)       |
| 2005 | 1        | 松永保彦 (72.74)               | 0 - 3 (s) | ジェイソン・クラーク (81.44)       |
| 2006 | 1        | 松永保彦 (74.55)               | 0 - 3 (s) | ウェズ・ニュートン (81.98)         |
| 2007 | 1        | 和田哲也 (73.29)               | 0 - 3 (s) | ウェズ・ニュートン (85.08)         |
| 2008 | 0        | 永川明広 (68.85)               | 2 - 5 (l) | アンソニー・フォード (69.83)       |
| 2009 | 0        | 永川明広 (54.34)               | 3 - 5 (l) | ウォーレン・フレンチ (54.95)       |
| 2010 | 0        | 村松治樹 (75.98)               | 4 - 1 (l) | クシシュトフ・キチュク (76.28)     |
| 2010 | 1        | 村松治樹 (83.84)               | 0 - 3 (s) | ロニー・バクスター (94.93)         |
| 2011 | 0        | 橋本守容 (87.30)               | 4 - 2 (l) | マット・パジェット (83.10)         |
| 2011 | 1        | 橋本守容 (87.44)               | 0 - 3 (s) | ゲイリー・アンダーソン (103.26)    |
| 2012 | 0        | 村松治樹 (85.22)               | 4 - 2 (l) | デニス・ニルソン (77.20)           |
| 2012 | 1        | 村松治樹 (90.26)               | 0 - 3 (s) | フィル・テイラー (99.98)           |
| 2013 | 0        | 村松治樹 (87.13)               | 4 - 0 (l) | デイブ・ハリントン (59.36)         |
| 2013 | 1        | 村松治樹 (84.75)               | 0 - 3 (s) | サイモン・ウィットロック (95.50)   |
| 2014 | 0        | 橋本守容 (84.26)               | 4 - 2 (l) | ポール・リム (75.26)               |
| 2014 | 1        | 橋本守容 (76.50)               | 1 - 3 (s) | マイケル・スミス (79.69)           |
| 2015 | 0        | 村松治樹 (75.69)               | 2 - 4 (l) | ボリス・コルツォフ (79.27)         |
| 2016 | 0        | 小野恵太 (91.79)               | 2 - 0 (s) | Alex Tagarao (77.40)               |
| 2016 | 1        | 小野恵太 (83.49)               | 0 - 3 (s) | フィル・テイラー (98.39)           |
| 2017 | 0        | 知野真澄 (80.18)               | 1 - 2 (s) | Tengku Hadzali Shah (83.44)        |
| 2018 | 0        | 浅田斉吾 (86.65)               | 2 - 1 (s) | ゴードン・マザース (82.65)         |
| 2018 | 1        | 浅田斉吾 (92.91)               | 0 - 3 (s) | ロブ・クロス (104.12)              |
| 2019 | 1        | 浅田斉吾 (90.64)               | 3 - 2 (s) | クリストフ・ラタイスキー (90.21)   |
| 2019 | 2        | 浅田斉吾 (86.65)               | 2 - 3 (s) | ジェームズ・ウェイド (99.98)       |
| 2020 | 1        | 山田勇樹 (87.30)               | 3 - 1 (s) | ライアン・ミークル (81.00)         |
| 2020 | 1        | 鈴木未来 (84.91)               | 2 - 3 (s) | ジェームズ・リチャードソン (85.78) |
| 2020 | 1        | 浅田斉吾 (91.97)               | 3 - 0 (s) | ミッキー・マンセル (80.15)         |
| 2020 | 2        | 山田勇樹 (82.34)               | 0 - 3 (s) | ダレン・ウェブスター (91.28)       |
| 2020 | 2        | 浅田斉吾 (91.96)               | 3 - 2 (s) | キーガン・ブラウン (90.99)         |
| 2020 | 3        | 浅田斉吾 (95.56)               | 2 - 4 (s) | ピーター・ライト (94.42)           |
| 2021 | 1        | 鈴木徹 (81.36)                 | 0 - 3 (s) | マダーズ・ラズマ (89.21)           |
| 2021 | 1        | エドワード・フォークス (90.97) | 3 - 0 (s) | マイク・デ・デッカー (86.74)       |
| 2021 | 2        | エドワード・フォークス (84.00) | 1 - 3 (s) | ブレンダン・ドーラン (90.69)       |
| 2022 | 1        | 柴田豊和 (75.17)               | 0 - 3 (s) | レビー・ウィリアムズ (93.05)       |
| 2022 | 1        | 山田勇樹 (83.36)               | 0 - 3 (s) | カラン・ライズ (91.32)             |
| 2023 | 1        | 鈴木徹 (78.43)                 | 0 - 3 (s) | ボリス・カリチュマー (78.21)       |
| 2023 | 1        | 山本信博 (83.25)               | 0 - 3 (s) | マーティン・ルークマン (87.00)     |
| 2024 | 1        | 村松治樹 (90.43)               | 1 - 3 (s) | スコット・ウィリアムズ (90.69)     |
| 2024 | 1        | 後藤智也 (90.71)               | 3 - 1 (s) | イアン・ホワイト (93.39)           |
| 2024 | 1        | 鈴木未来 (78.27)               | 0 - 3 (s) | リカルド・ピエトレツコ (92.37)     |
| 2024 | 2        | 後藤智也 (85.62)               | 1 - 3 (s) | ライアン・サール (91.11)           |
| 2025 | 1        | 畦元隆成 (79.23)               | 2 - 3 (s) | ウェズリー・プレジエ (82.56)       |
| 2025 | 1        | 後藤智也 (82.22)               | 1 - 3 (s) | ミッキー・マンセル (81.34)         |

## 記録
このイヴェントの歴代の記録は、以下の通りである。
このワールド・チャンピオンシップの記録は先頭に、全ワールド・チャンピオンシップにおける記録は括弧内に記す。
ただし、レイクサイドに出場した経験のないプレイヤーは、括弧付の数字を付けていない。

### 回数
ここでは、回数に関する記録を紹介する。
ただし、100以上の平均値となった対戦記録の回数は、#100以上の平均値の項で紹介する。

#### 最多優勝
- 14  (16) フィル・テイラー
- 3  マイケル・ヴァン・ガーウェン
- 2  (3) ジョン・パート
- 2  エイドリアン・ルイス
- 2  ゲイリー・アンダーソン
- 2  ピーター・ライト
- 1  (5) レイモンド・ファン・バルネフェルト
- 1  (2) デニス・プリーストリー
- 1  ロブ・クロス
- 1  マイケル・スミス
- 1  ルーク・ハンフリーズ
- 1  ルーク・リトラー

#### 最多決勝出場
- 19  (21) フィル・テイラー
- 7  マイケル・ヴァン・ガーウェン
- 5  (6) デニス・プリーストリー
- 5  ゲイリー・アンダーソン
- 3  (4) ジョン・パート
- 3  ピーター・マンリー
- 3  エイドリアン・ルイス
- 3  ピーター・ライト
- 3  マイケル・スミス

#### 最多出場
- 25  (29) フィル・テイラー
- 23  (33) スティーブ・ビートン
- 21  (23) ジェームズ・ウェイド
- 19  (23) デニス・プリーストリー
- 18  (32) レイモンド・ファン・バルネフェルト
- 18  (22) ジョン・パート
- 18  (19) マイケル・ヴァン・ガーウェン
- 18  エイドリアン・ルイス

#### 最多勝利
- 110  (129) フィル・テイラー (6回: 2006, 2009 - 2010, 2013;　5回: 1995 - 2002, 2004 - 2005, 2007, 2015, 2018;　4回: 1994, 2003;　3回: 2008, 2011, 2017;　2回: 2016;　1回: 2012, 2014)

#### 不敗記録
- 44  フィル・テイラー (1995年1回戦 - 2003年決勝)

#### ナイン・ダート・フィニッシュ
- 2  (2) レイモンド・ファン・バルネフェルト (2009, 2010)
- 2  エイドリアン・ルイス (2011, 2015)
- 1  ディーン・ウィンスタンリー (2013)
- 1  マイケル・ヴァン・ガーウェン (2013)
- 1  テリー・ジェンキンス (2014)
- 1  カイル・アンダーソン (2014)
- 1  ゲイリー・アンダーソン (2016)
- 1  ジェームズ・ウェイド (2021)
- 1  ウィリアム・ボーランド (2022)
- 1  ダリウス・ラバナスカス (2022)
- 1  ガーウィン・プライス (2022)
- 1  マイケル・スミス (2023)
- 1  クリスチャン・キスト (2025)
- 1  デーモン・ヘタ (2025)

#### 180
180の記録は、2009年以降のものに限定する。

##### 最多の大会
- 554 2011 PDC ワールド・ダーツ・チャンピオンシップ
- 507 2010 PDC ワールド・ダーツ・チャンピオンシップ
- 500 2009 PDC ワールド・ダーツ・チャンピオンシップ

##### 1大会中の最多
- 83  マイケル・スミス (2022)
- 73  ルーク・ハンフリーズ (2024)
- 71  ゲイリー・アンダーソン (2017)
- 66  マイケル・ヴァン・ガーウェン (2017)
- 66  ロブ・クロス (2018)
- 66  ピーター・ライト (2020)
- 64  ゲイリー・アンダーソン (2015)
- 64  マイケル・スミス (2019)
- 63  ルーク・リトラー (2024)
- 60  エイドリアン・ルイス (2011, 2016)
- 58  サイモン・ウィットロック (2010)
- 58  ゲイリー・アンダーソン (2011)

### 100以上の平均値

#### 全ラウンド
2010年と2015年にフィル・テイラーは、第1ラウンドから決勝まで、2010年にエイドリアン・ルイスは、第1ラウンドから準々決勝でフィル・テイラーと対戦するまで、2017年と2019年にマイケル・ヴァン・ガーウェンは、第1ラウンドから決勝まで、2018年には、第1ラウンドから準決勝まで常に対戦平均値が100以上となっていた。
- 2010  フィル・テイラー (R1: 102.48; R2: 103.28; R3: 104.26; QF: 107.37; SF: 106.00; F: 104.38)
- 2015  フィル・テイラー (R1: 100.57; R2: 101.92; R3: 102.52; QF: 100.08; SF: 102.39; F: 100.69)
- 2017  マイケル・ヴァン・ガーウェン (R1: 103.34; R2: 105.24; R3: 104.44; QF: 103.08; SF: 114.05; F: 107.79)
- 2019  マイケル・ヴァン・ガーウェン (R1: 102.59; R2: 101.51; R3: 108.08; QF: 101.12; SF: 104.76; F: 102.21)
- 2018  マイケル・ヴァン・ガーウェン (R1: 106.17; R2: 108.65; R3: 100.06; QF: 102.91; SF: 102.44)
- 2010  エイドリアン・ルイス (R1: 106.51; R2: 103.68; R3: 103.63; QF: 102.95)

#### 回数
2025年までで、最多は、フィル・テイラーの57回である。
- 57  (58) フィル・テイラー
- 41  (41) マイケル・ヴァン・ガーウェン
- 23  (23) ゲイリー・アンダーソン
- 16  (16) ピーター・ライト
- 15  エイドリアン・ルイス
- 15  マイケル・スミス
- 14  (20) レイモンド・ファン・バルネフェルト
- 10  ロブ・クロス
- 10  ルーク・リトラー
- 7  (8) スティーブン・バンティング
- 7  (7) サイモン・ウィットロック
- 7  (7) デイブ・チズナル

#### 最高対戦平均値
2025年までで、最高は、マイケル・ヴァン・ガーウェンの114.05である。
| 記録   | プレイヤー                         | 対戦相手                           | 年   | ラウンド |
| ------ | ---------------------------------- | ---------------------------------- | ---- | -------- |
| 114.05 | マイケル・ヴァン・ガーウェン       | レイモンド・ファン・バルネフェルト | 2017 | 準決勝   |
| 111.21 | フィル・テイラー                   | シェイン・バージェス               | 2002 | ラスト16 |
| 110.94 | フィル・テイラー                   | レイモンド・ファン・バルネフェルト | 2009 | 決勝     |
| 109.34 | レイモンド・ファン・バルネフェルト | マイケル・ヴァン・ガーウェン       | 2017 | 準決勝   |
| 109.23 | マイケル・ヴァン・ガーウェン       | ダレン・ウェブスター               | 2016 | ラスト64 |
| 109.00 | フィル・テイラー                   | ミック・マクゴワン                 | 2007 | ラスト64 |
| 108.98 | マイケル・ヴァン・ガーウェン       | ライアン・マレー                   | 2021 | ラスト64 |
| 108.80 | フィル・テイラー                   | コ・ストンプ                       | 2009 | 準々決勝 |
| 108.74 | ルーク・ハンフリーズ               | スコット・ウィリアムズ             | 2024 | 準決勝   |
| 108.65 | マイケル・ヴァン・ガーウェン       | ジェームス・ウィルソン             | 2018 | ラスト32 |

#### 最高大会平均値
ここでは3試合以上を戦った場合のみの記録とする。2025年開催までの最高は、マイケル・ヴァン・ガーウェンの106.32である。
| 記録   | プレイヤー                   | 年   | 結果         |
| ------ | ---------------------------- | ---- | ------------ |
| 106.32 | マイケル・ヴァン・ガーウェン | 2017 | チャンピオン |
| 104.68 | マイケル・ヴァン・ガーウェン | 2016 | ラスト16     |
| 104.63 | フィル・テイラー             | 2010 | チャンピオン |
| 104.19 | エイドリアン・ルイス         | 2010 | 準々決勝     |
| 104.08 | フィル・テイラー             | 2009 | チャンピオン |

#### 1大会中の平均
2021年までで、39回達成されている。最多は、フィル・テイラーの10回である。最高記録は、マイケル・ヴァン・ガーウェンの106.32 (2017)である。
- 2000  フィル・テイラー (102.50)
- 2001  フィル・テイラー (100.89)
- 2002  フィル・テイラー (101.63)
- 2006  フィル・テイラー (104.03)
- 2007  フィル・テイラー (102.26)
- 2009  フィル・テイラー (104.08)
- 2009  レイモンド・ファン・バルネフェルト (100.85)
- 2010  フィル・テイラー (104.63)
- 2010  エイドリアン・ルイス (104.19)
- 2010  サイモン・ウィットロック (100.46)
- 2011  ゲイリー・アンダーソン (103.06)
- 2012  フィル・テイラー (100.15)
- 2015  フィル・テイラー (101.36)
- 2015  マイケル・ヴァン・ガーウェン (100.61)
- 2016  マイケル・ヴァン・ガーウェン (104.68)
- 2016  ゲイリー・アンダーソン (102.02)
- 2016  デイブ・チズナル (101.49)
- 2016  エイドリアン・ルイス (100.67)
- 2016  ピーター・ライト (100.45)
- 2017  マイケル・ヴァン・ガーウェン (106.32)
- 2017  ゲイリー・アンダーソン (103.45)
- 2017  ピーター・ライト (102.45)
- 2017  クリスト・レイエス (100.81)
- 2017  レイモンド・ファン・バルネフェルト (100.62)
- 2017  コリー・カドビー (100.55)
- 2018  マイケル・ヴァン・ガーウェン (104.05)
- 2018  ロブ・クロス (102.05)
- 2018  レイモンド・ファン・バルネフェルト (101.15)
- 2018  ピーター・ライト (100.67)
- 2018  クリスチャン・キスト (100.23)
- 2018  フィル・テイラー (100.20)
- 2019  マイケル・ヴァン・ガーウェン (103.38)
- 2019  ロブ・クロス (100.68)
- 2020  イアン・ホワイト (100.33)
- 2021  マイケル・ヴァン・ガーウェン (103.37)
- 2021  イアン・ホワイト (102.35)
- 2021  ディミトリ・バン・デン・バーグ (100.99)
- 2021  デイブ・チズナル (100.68)
- 2021  マーヴィン・キング (100.16)

#### 両者共
2024年までで、42回達成されている。両者合計での最高アベレージ記録は、2017年大会準決勝でのレイモンド・ファン・バルネフェルト対マイケル・ヴァン・ガーウェン戦の、223.39である。
- 2007年第2ラウンド: (109.00)  フィル・テイラー 4 vs 0  ミック・マクゴワン (101.82)
- 2007年決勝: (100.55)  レイモンド・ファン・バルネフェルト 7 vs 6  フィル・テイラー (100.86)
- 2009年決勝: (110.94)  フィル・テイラー 7 vs 1  レイモンド・ファン・バルネフェルト (101.18)
- 2010年準々決勝: (107.37)  フィル・テイラー 5 vs 0  エイドリアン・ルイス (102.95)
- 2010年決勝: (104.38)  フィル・テイラー 7 vs 3  サイモン・ウィットロック (100.51)
- 2013年準々決勝: (102.73)  マイケル・ヴァン・ガーウェン 5 vs 3  エイドリアン・ルイス (100.80)
- 2013年決勝: (103.04)  フィル・テイラー 7 vs 4  マイケル・ヴァン・ガーウェン (100.66)
- 2015年第2ラウンド: (103.02)  ゲイリー・アンダーソン 4 vs 3  イェレ・クラーセン (100.72)
- 2015年第3ラウンド: (102.34)  スティーブン・バンティング 4 vs 2  マイケル・スミス (102.78)
- 2015年準々決勝: (105.26)  マイケル・ヴァン・ガーウェン 5 vs 2  ロバート・ソーントン (101.49)
- 2015年準決勝: (102.20)  ゲイリー・アンダーソン 6 vs 3  マイケル・ヴァン・ガーウェン (101.35)
- 2016年第3ラウンド: (100.44)  レイモンド・ファン・バルネフェルト 4 vs 3  マイケル・ヴァン・ガーウェン (105.78)
- 2016年第3ラウンド: (103.69)  ピーター・ライト 4 vs 3  デイブ・チズナル (102.26)
- 2016年第3ラウンド: (102.52)  イェレ・クラーセン 4 vs 3  フィル・テイラー (100.03)
- 2016年準々決勝: (102.51)  エイドリアン・ルイス 5 vs 2  ピーター・ライト (103.10)
- 2017年第2ラウンド: (105.24)  マイケル・ヴァン・ガーウェン 4 vs 3  クリスト・レイエス (106.07)
- 2017年第3ラウンド: (107.68)  ゲイリー・アンダーソン 4 vs 2  ベニート・バン・デ・パス (102.30)
- 2017年準々決勝: (105.90)  ゲイリー・アンダーソン 5 vs 3  デイブ・チズナル (104.63)
- 2017年準決勝: (114.05)  マイケル・ヴァン・ガーウェン 6 vs 2  レイモンド・ファン・バルネフェルト (109.34)
- 2017年決勝: (107.79)  マイケル・ヴァン・ガーウェン 7 vs 3  ゲイリー・アンダーソン (104.93)
- 2018年第1ラウンド: (106.13)  マイケル・ヴァン・ガーウェン 3 vs 1  クリスチャン・キスト (100.23)
- 2018年第2ラウンド: (102.65)  ロブ・クロス 4 vs 3  マイケル・スミス (103.29)
- 2018年準決勝: (100.97)  ロブ・クロス  6 vs 5  マイケル・ヴァン・ガーウェン (102.44)
- 2018年決勝: (107.67)  ロブ・クロス 7 vs 2  フィル・テイラー (102.26)
- 2019年第2ラウンド: (102.93)  ロブ・クロス  3 vs 1  ジェフリー・デ・ズワーン (106.09)
- 2019年第4ラウンド: (108.08)  マイケル・ヴァン・ガーウェン 4 vs 1  エイドリアン・ルイス (101.16)
- 2019年準決勝: (105.22)  マイケル・スミス 6 vs 3  ネーザン・アスピナル (100.53)
- 2020年第3ラウンド: (106.09)  ジェフリー・デ・ズワーン 4 vs 3  デイブ・チズナル (101.74)
- 2020年決勝: (102.79)  ピーター・ライト 7 vs 3  マイケル・ヴァン・ガーウェン (102.88)
- 2021年第2ラウンド: (101.59)  キム・ハイブレクト 3 vs 1  イアン・ホワイト (102.35)
- 2021年第3ラウンド: (106.85)  マイケル・ヴァン・ガーウェン 4 vs 0  リッキー・エヴァンス (100.68)
- 2021年第3ラウンド: (103.47)  マーヴィン・キング 4 vs 0  ホセ・デ・ソーサ (103.62)
- 2021年第4ラウンド: (101.76)  デイブ・チズナル 4 vs 2  ディミトリ・バン・デン・バーグ (102.17)
- 2022年第2ラウンド: (102.73)  カラン・ライズ 3 vs 0  ブレンダン・ドーラン (100.02)
- 2022年準決勝: (104.38)  ピーター・ライト 6 vs 4  ゲイリー・アンダーソン (102.72)
- 2023年第1ラウンド: (100.32)  スコット・ウィリアムズ 3 vs 1  ライアン・ジョイス (103.04)
- 2023年第3ラウンド: (102.24)  スティーブン・バンティング 4 vs 2  デイブ・チズナル (101.82)
- 2023年第4ラウンド: (102.13)  クリス・ドビー 4 vs 2  ロブ・クロス (100.02)
- 2024年第3ラウンド: (102.36)  クリス・ドビー 4 vs 2  ロス・スミス (103.33)
- 2024年第4ラウンド: (102.43)  クリス・ドビー 4 vs 0  マイケル・スミス (102.47)
- 2024年準決勝: (106.05)  ルーク・リトラー 6 vs 2  ロブ・クロス (102.77)
- 2024年決勝: (103.67)  ルーク・ハンフリーズ 7 vs 4  ルーク・リトラー (101.13)

### 年齢
ここでは、年齢に関する記録を紹介する。

#### 最年長優勝
- 52歳141日   フィル・テイラー (2013)

#### 最年少優勝
- 17歳348日   ルーク・リトラー (2025)
- 24歳251日  マイケル・ヴァン・ガーウェン (2014)

#### 最年長出場
- 67歳326日  ポール・リム (2022)
- 67歳200日   ジョン・マゴーワン (2009)

#### 最年少出場
- 16歳37日  ミッチェル・クレッグ (2007)
- 16歳333日   ルーク・リトラー (2024)

## 参照・注釈
1. ↑  1997年は、アイルランドのプレイヤーも参加していないイギリスと米国のみのプレイヤーのワールド・チャンピオンシップだった。
2. ↑  The great darts divide BBC SPORTS
3. ↑  King fury as darts chiefs turn up heat Mail Online
4. 1 2  Revised PDC ProTour Rules PDC
5. 1 2 3 4  PDC World Championship Darts Database
6. 1 2 3  PDC World Darts Championship Mastercaller
7. 1 2  PDPA Qualifiers Darts Database
8. ↑  実際に支払われた賞金の合計。ただし、不明の項目を£0としている。
9. ↑  2004年までは、合計。2005年からは、公称総額となっている。
10. ↑  2006 Ladbrokes.com World Darts Championship PDC
11. ↑  Ladbrokes.com World Darts Championship International Representatives PDC
12. ↑  2008 Ladbrokes.com PDC World Darts Championship NetZone PDC
13. ↑  World Darts Championship NetZone PDC
14. ↑  World Championship NetZone PDC
15. ↑  2011 World Championship NetZone PDC
16. ↑  男女各部門で実際に払われた合計額と、達成されたら支払われ、達成されなければ積み立てられることなく消失するナイン・ダート・フィニッシュの賞金の合計額。
17. ↑  Lakeside World Professional Darts Championships (Men's) Darts Database
18. ↑  Lakeside World Professional Darts Championships (Women's) Darts Database
19. ↑  2011 Premier League Darts Fixtures
20. ↑  PDCが2011年に開催するトーナメントにおけるハイエスト・チェクアウトの賞金額は不明なため、それ以外の実際に支払われた額の合計。
21. ↑  World Championship 2010 Prize Fund Global Snooker
22. ↑  A New Dimension! PDC
23. ↑  BARB Weekly Top 30s, Weekly Top 10sより。
24. ↑  ここでは、放送されたチャネル内における週間順位を示す。
25. ↑  Five More Qualifiers Known PDC
26. ↑  World Championship PDPA Qualifier PDC
27. ↑  本戦に出場したプレイヤーの出身国数。
左が、イングランド、ウェールズ、スコットランド、北アイルランドを別とした数であり、右が、イギリスを1つとしてみた数である。
28. ↑  World Championship Schedule PDC
29. ↑  PDC Roll of Honour PDC
30. ↑  Each player's average score is based on the average for each 3-dart visit to the board (ie total points scored divided by darts thrown and multiplied by 3)
31. ↑  PDC World Championship prize fund dartsdatabase